# Carlos Basilio Ezeta
Carlos Basilio Ezeta (1852-1903) militar e político, foi presidente de El Salvador entre 1890 e 1894.